# Pareugyrioides arnbackae
Pareugyrioides arnbackae is een zakpijpensoort uit de familie van de Molgulidae. De wetenschappelijke naam van de soort is voor het eerst geldig gepubliceerd in 1960 door Millar.